# 内莉亚·亨特
内莉亚·亨特·拜登（1942年7月28日—1972年12月18日）；婚前姓亨特（英語：Hunter），是一位教师。她的丈夫是第46任美國總統、第47任副總統乔·拜登。1972年，她與自己的女兒艾米·拜登在一場車禍中身亡。她的兩個兒子博·拜登和亨特·拜登在這場車禍中身受重傷。

## 早年及教育经历
内莉亚·亨特於1942年7月28日生于纽约州斯卡尼阿特勒斯。中学就读于宾夕法尼亚州（Penn Hall），活跃于学校的法语俱乐部、曲棍球队、游泳队及學生會。随后就读于雪城大學，担任雪城學區老师，受前奧本市议员（Robert Hunter）提携。

## 结婚
內莉亞·亨特在巴哈马拿骚结识乔·拜登，当时喬·拜登在放春假。不久后，喬·拜登搬到雪城上法学院。两人于1966年8月27日结婚。婚后，喬·拜登夫妇搬到特拉华州威尔明顿，当时喬·拜登是当地特拉華州紐卡斯爾縣的议员。两人育有三个孩子：博·拜登、亨特·拜登和艾米·拜登。随后喬·拜登参加竞选，争夺特拉华州参议员J. 迦勒博格斯辞任所留下的悬空席位，外界称内莉亚·杭特是喬·拜登竞选团队的“大脑”。

## 车祸身亡
1972年12月18日，喬·拜登当选参议员不久后，内莉亚·杭特开车载三个孩子去买圣诞树。她开车沿郝凱森的山谷路（Valley Road）往西边行驶，在特拉華州7號公路十字路口使与一辆北行的半掛式卡車相撞。随后她和三个孩子被送到克里斯蒂安娜護理，她和娜奥米·拜登在抵达医院时已死亡，而两个儿子虽受重伤，但保住性命。乔·拜登宣誓就任参议员时，他的两个儿子还躺在医院。

## 影响
在2015年耶鲁大学毕业典礼演讲中，喬·拜登提到他的亡妻：“如果不是那场致命的车祸，我可能还不知道我和孩子们的纽带是一份礼物。我照顾两个儿子，从中得到了救赎。”
威尔明顿郊区有一个名为内莉亚·亨特·拜登纪念公园（Neilia Hunter Biden Park）的非法人公园，用来纪念内莉亚·杭特。内莉亚·杭特父亲多年来在卡尤加社區學院经营食堂业务，学校为了纪念她，每年为两名毕业生颁发内莉亚·亨特·拜登奖，一个颁给新闻学学生，一个颁给英語文學学生。